# California (album Wilson Phillips)
California jest trzecim albumem studyjnym żeńskiego zespołu Wilson Phillips.
Z płyty ukazały się trzy single (i wszystkie one były coverami): "Go Your Own Way", "Already Gone", "Get Together".

## Lista piosenek
1. You're No Good – 5:13
2. Old Man – 3:59
3. California – 3:39
4. Already Gone – 6:41
5. Go Your Own Way – 5:40
6. Turn! Turn! Turn! – 4:00
7. Monday, Monday – 5:17
8. Get Together – 3:45
9. Doctor My Eyes – 4:15
10. Dance, Dance, Dance – 3:21
11. In My Room – 1:55

## Osoby
- Gościnnie: Linda Ronstadt, Brian Wilson
- Programowanie perkusji: Peter Asher
- Dyrygent, aranżaer orkiestry, aranżer smyczkowy: David Campbell
- Technik do spraw smyczków: Steve Churchyard
- Kwartet smyczkowy: Larry Corbett, Joel Derouin, Evan Wilson, Michele Richards
- Producenci wokalni, aranżacja wokalna: Wilson Phillips
- Technicy: Nathaniel Kunkel, George Massenburg
- Miksowanie: Dave Way
- Programowanie perkusji: David Rolfe
- Programowanie perkusji, Miksowanie, Technik wokalu: Jay Ruston